# 街刃-GAIJIN-
『街刃-GAIJIN-』（がいじん）は、天辰公暸によるサイキックアクション漫画。「週刊少年マガジン」2006年10号（2006年2月8日）から、2ヶ月の連載休止を挟み、同年49号（2006年11月8日）まで連載されていた。全28話、全4巻。

## 概要
非常に独創的なタッチと卓越したデッサン力で頭脳戦的な忍術バトルを描く。「人に宿る異形の能力とどう向き合っていくか」が重要なテーマであり、同時に町に潜む猟奇犯罪者との攻防も描くというサスペンス的な一面もある。
また、作中は漢字に対する深い研究がある。

## 登場人物

### 特区隊
日鳥 凱（ひとり がい）
本作の主人公。東京都内の高校に通う高校生だが、本職は特区隊隊員。
本名は『灯盗』。周囲の電気を集束して自在に操る。しかし感情の昂ぶりから周囲に放電したり、術の発動中周囲の電子機器（携帯端末やビデオカメラ等）が使用不可になるなど、欠点も抱えている。『灯盗』一族最後の生き残りとされている。
千庭 岩秋（ちば いわあき）
医師を目指す横浜在住の高校生だが、本職は特区隊隊員。医師を表向きの家業とする横浜の隠忍・千庭一族の出身。
本名は『血刃』。血が刃物のように硬質化し、どんなに頑丈な鉄の扉でも容易に切り刻むことができる。
杖承 枯止（つえつぐ かおる）
特区隊隊長。階級は警視監。特区計画立案者でもある。
深船 達馬（みふね たつま）
能を表向きの家業とする渋谷の隠忍・深船一族。もともと分家の者だったが、郷が全滅させられた為本家に引き取られ養子となる。戸守から郷を滅ぼしたのが凱の父だということを聞き彼が通う高校を襲撃するが、凱と千庭に取り押さえられる。
本名は『神笛音』。物体を共振させて破壊する。
立井 縫（たてい ぬい）
女子高生。甲村に友人を殺されたのがきっかけで特区隊に志願する。
本名は『縦衣』。布を自在に操ることができる。
原 健志（はら たかし）
元々は交番に勤務する新米巡査だったが、日鳥と兼子の戦いを目撃した為、杖承により半ば強引に特区隊配属になった。

### 悪忍
兼子 轡（かねこ くつわ）
物語が始まる半年前に殺人の罪を犯し、日鳥との戦いで敗北し逮捕・刑務所に収監されていたが脱獄。『神』を名乗り、市街地で無差別殺人を起こす。
甲村 真人（こうむら まさと）
ヤクザを通じて寄生虫入りの薬をダイエット薬と偽ってばら撒き、大勢の女子高生を殺害していた。
結城（ゆうき）
戸守一門の忍者。杖承への宣戦布告のため戸守が送り込み襲撃させた。
龍円寺 熱狼（りゅうえんじ あつろう）
戸守一門の忍者。戸守一門の頭領・戸守城司に恩があり、従う事しか出来ず、真意とは裏腹に悪を行う。
樋口 輪花（ひぐち りんか）
熱狼の恋人でくの一。龍円寺一族の伴の一族。
三樹 良行（みき よしゆき）
表向きは小学校の教師だが、子供が大嫌いであるため、自分の教え子たちを「ゲーム」と称して狩ろうとした。
徳原 直通（とくはら なおみち）
人間性に問題ありとされ特区認証試験に不合格になったことで、試験官だった杖承への復讐を企てた。
戸守城司（ともり じょうじ）
『戸守一門』の頭領であり、元特区隊初代隊長。数年前、杖承以外の関係者を皆殺しにして悪忍へと堕ちた理由は不明。

## 用語
忍術
千庭曰く、「人間誰もが持ちうる小さな未知の力を修行や訓練で増幅させたもの」。その力は強大で使い手によっては殺人兵器にも、良いものにもなる。
特別区域機動隊
通称：特区隊。悪行を行う忍者（悪忍）に対処する組織。特区認証試験に受からないと入隊できない。
東京特区許可局
本名（もとな）
忍者の本来の苗字のこと。普段名乗るのはこれを隠すための当て字。
隠忍（おに）
通常の忍者とは違い正体を隠して隠密に行動する忍者のこと。

## 既刊一覧
1. ISBN 4-06-363663-1
2. ISBN 4-06-363698-4
3. ISBN 4-06-363750-6
4. ISBN 978-4-06-363795-3